# Pachycrepoideus schedli
Pachycrepoideus schedli är en stekelart som beskrevs av Vittorio Luigi Delucchi 1956. Pachycrepoideus schedli ingår i släktet Pachycrepoideus och familjen puppglanssteklar.
Artens utbredningsområde är Centralafrikanska republiken. Inga underarter finns listade i Catalogue of Life.